# 메가스트럭처

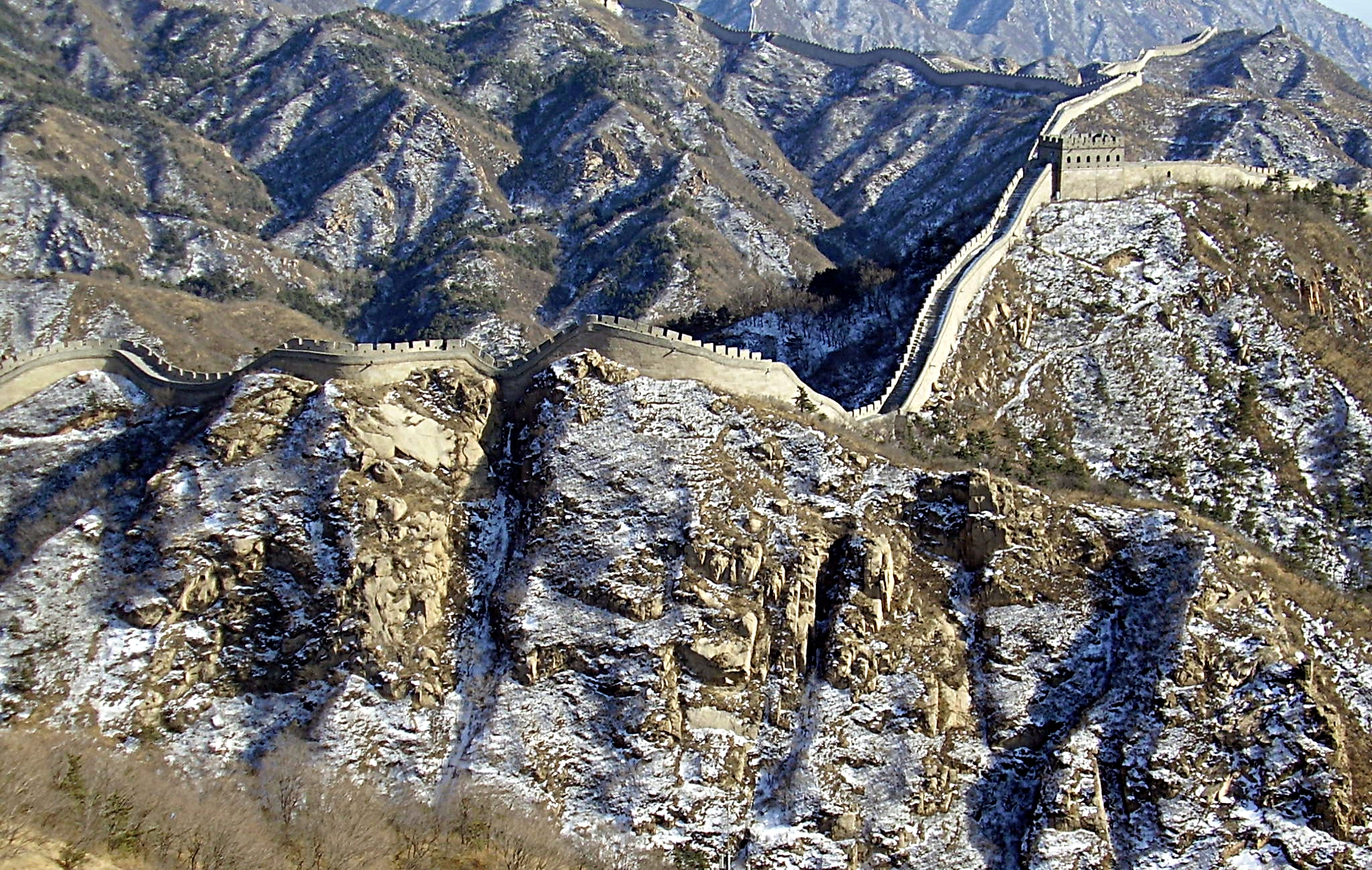
중국의 만리장성은 메가스트럭처이다. 2005년 2월 베이징 근처에서 찍은 사진.

메가스트럭처(megastructure)란 만리장성, 필리핀의 계단식 논과 같은 거대한 건축물이나 인공 구조를 말한다. 초구조체(超構造體)라고도 한다.

## 같이 보기
- 생태건축학
- 아틀란트로파
- 우주 엘리베이터